# Rovnianska gaštanica
Rovnianska gaštanica je chráněný areál v oblasti Cerová vrchovina.
Nachází se v katastrálním území obce Rovňany v okrese Poltár v Banskobystrickém kraji. Území bylo vyhlášeno či novelizováno v roce 1990 na rozloze 2,0500 ha. Ochranné pásmo nebylo stanoveno.